# Lockhart (Alabama)
Pour les articles homonymes, voir Lockhart.
Lockhart est une ville du comté de Covington située dans l'État d'Alabama, aux États-Unis,. Sa population s’élevait à 516 habitants lors du recensement de 2010, estimée à 514 habitants en 2016.

## Histoire
Elle est fondée, vers le début du XXe siècle par la Jackson Lumber Company, attirée par les terres où se trouvent les pins des marais, qui permettent la fabrication de térébenthine, mais aussi pour leur résine et le bois. L'entreprise attire de nombreux travailleurs provenant de la Caroline du Nord et qui connaissent bien le pin. L'entreprise fait construire un moulin et une ville baptisée en référence à Charles Lockhart. Les habitants sont au nombre de 1 220 en 1907. Vers 1912, le moulin est l'un des plus importants aux États-Unis, avec environ 1 000 travailleurs qui le font fonctionner jour et nuit.
Elle est incorporée en 1937. L'usine ferme en 1940 pour deux raisons : les hommes sont enrôlés avant l'entrée des États-Unis dans la Seconde Guerre mondiale, ce qui entraîne une pénurie de main-d'œuvre, et les responsables de l'entreprise vendent leurs avoirs et la terre aux résidents, après avoir coupé tout le bois de la région. La Jackson Lumber Company donne aussi de nombreuses terres à l’État d'Alabama. Celles-ci sont replantées, développées par le Civilian Conservation Corps et intégrées à la forêt d’État de Geneva (en), dans le comté voisin du même nom.

## Démographie
| 1940 | 1950 | 1960 | 1970 | 1980 | 1990 | 2000 | 2010 |
| ---- | ---- | ---- | ---- | ---- | ---- | ---- | ---- |
| 910  | 819  | 799  | 698  | 547  | 484  | 548  | 516  |

## Source de la traduction
- (en) Cet article est partiellement ou en totalité issu de l’article de Wikipédia en anglais intitulé « Lockhart, Alabama » (voir la liste des auteurs).

1. ↑  (en) « Lockhart, Alabama » [« Données sur la ville de Lockhart, Alabama »], sur le site city-data.com (consulté le 15 septembre 2017)
2. ↑  (en) « Lockhart (Alabama) », Geographic Names Information System
3. 1 2 3 4  (en) James P. Kaetz, « Lockhart », sur le site The Encyclopedia of Alabama (consulté le 14 septembre 2017).
4. ↑  « Statistiques des États-Unis - Profils des communautés de 2010 - Lockhart » (consulté en septembre 2020)